# Maud Perceval Allen

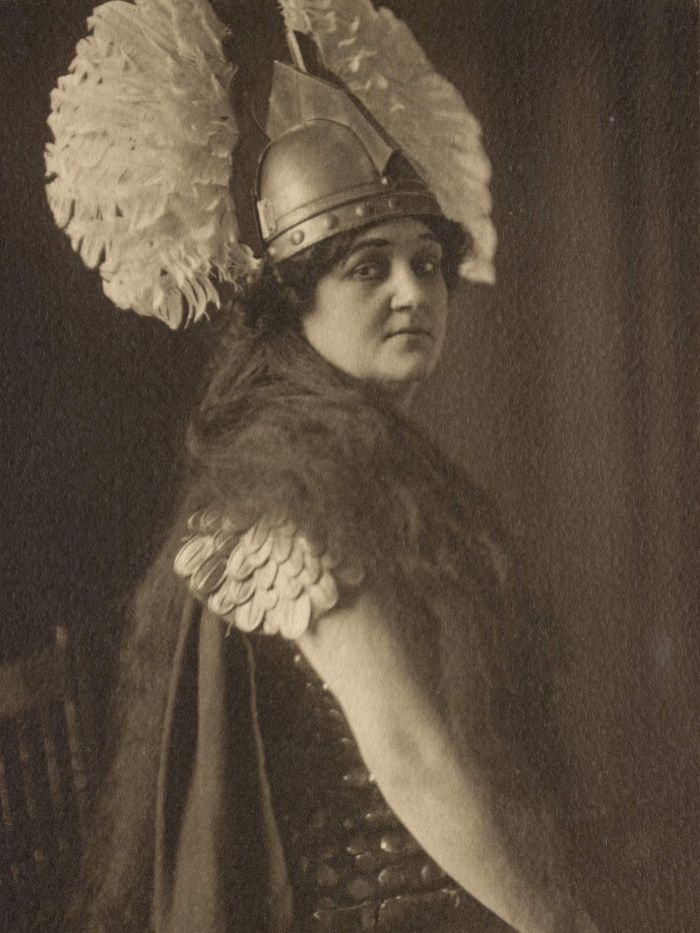
Perceval Allen, 1913 als Brünhilde in der Götterdämmerung

Maud Perceval Allen (* 1880 in Ripley, Grafschaft Derbyshire; † Dezember 1955 in London) war eine englische Konzert-, Oratorien- und Opernsängerin (Sopran).

## Leben
Allen erhielt ihre Ausbildung durch den Gesangspädagogen William Shakespeare in London. 1905 debütierte sie in einem Konzert in London zusammen mit dem London Symphony Orchestra. Dann hatte sie eine bedeutende Karriere als Konzert- und Oratoriensängerin in England.
Auf der Bühne erschien sie nur selten; so sang sie als Debütrolle 1908 am Royal Opera House am Covent Garden in London die Brünnhilde in der Götterdämmerung unter Hans Richter, 1910 die gleiche Partie unter Sir Thomas Beecham. 1910 trug sie an der Covent Garden Opera die Lia in der szenischen Erstaufführung von Claude Debussys L’Enfant prodigue, gleichfalls unter Beecham, vor.
Sie gastierte 1913 mit der Quinlan Opera Company in Australien als Brünnhilde im Ring des Nibelungen (in Aufführungen in englischer Sprache). Auch in Nordamerika unternahm sie eine Reise mit der Quinlan Opera Company, doch sang sie neben der Brünnhilde nur wenige Bühnenrollen, u. a. die Erda im Ring-Zyklus, die Brangäne in Tristan und Isolde und die Hauptrolle in der Oper Ivanhoe von Arthur Sullivan. Sie gastierte u. a. in Chicago, Philadelphia und Boston.
1913/14 absolvierte sie eine Welt-Tournee, die ihr große Erfolge eintrug. Im späteren Verlauf ihrer Karriere widmete sie sich dann wieder ganz dem Konzertgesang.
Die Künstlerin hat eine Fülle von Schallplatten hinterlassen; diese erschienen ab 1901 auf G & T, darunter finden sich die ersten Aufnahmen, die eine Sängerin in der Titelrolle von Richard-Strauss’ Oper Elektra machte.